# Bầu cử Quốc hội Việt Nam Cộng hòa 1959
Bầu cử Quốc hội được tổ chức tại Việt Nam Cộng hòa vào ngày 30 tháng 8 năm 1959, mang lại chiến thắng áp đảo cho Tổng thống Ngô Đình Diệm và chính thể miền Nam. Chế độ này đã giành được tất cả, trừ hai trong số 123 ghế trong Quốc hội, do 5 chính đảng thân chính phủ và các ứng cử viên độc lập thân chính phủ nắm giữ. Cuộc bầu cử cho phép tự do hóa phần nào về quyền tự do ngôn luận, nhưng chế độ Diệm vẫn tiếp tục duy trì sự kiểm soát chặt chẽ đối với quá trình bầu cử. Bất chấp những nỗ lực đáng kể trong việc ngăn chặn một số ít ứng cử viên đối lập ra ứng cử trong cuộc bầu cử thông qua việc sử dụng binh sĩ quân đội đến nhét đầy thùng phiếu để ủng hộ các ứng cử viên thân chính phủ, hai ứng cử viên độc lập của phe đối lập đã đắc cử – Phan Quang Đán và Phan Khắc Sửu. Tuy nhiên, trong phiên khai mạc Quốc hội đầu tiên, Đán và một đại biểu độc lập khác là Nguyễn Trân không được phép tham dự và bị bắt và buộc tội gian lận bầu cử. Cuộc bầu cử này nói chung theo một báo cáo năm 1966 của CIA mô tả là "bẩn thỉu và gian lận công khai nhất" trong tất cả các cuộc bầu cử ở Việt Nam Cộng hòa.

## Bối cảnh
Việt Nam Dân chủ Cộng hòa đề nghị với Diệm nên tổ chức hội nghị tham vấn trước bầu cử. Việc này được thực hiện vào tháng 5 và tháng 6 năm 1956, tháng 7 năm 1957, tháng 5 năm 1958 và một lần nữa vào tháng 7 năm 1959. Lời đề nghị về cuộc đàm phán giữa miền Bắc và miền Nam Việt Nam, trên cơ sở "tổng tuyển cử tự do bằng lối bỏ phiếu kín". Tất cả những lời đề nghị như vậy đều bị bác bỏ. Diệm từ chối tổ chức cuộc bầu cử theo Điều 7 của Tuyên bố Hiệp định Genève, vì Quốc gia Việt Nam trước đây chưa ký kết Hiệp định Genève – do đó không tuân theo bất kỳ thỏa thuận nào cả. Mỹ hoàn toàn ủng hộ ông. Kết quả của việc từ chối đó, Thượng nghị sĩ Mỹ Ernest Gruening, trong một bài phát biểu trước Thượng viện Hoa Kỳ vào ngày 9 tháng 4 năm 1965 đã nói "Cuộc nội chiến này đã bắt đầu... khi chế độ của Diệm—theo sự thúc giục của chúng ta—từ chối thực hiện điều khoản trong Hiệp định Genève để tổ chức bầu cử thống nhất đất nước Việt Nam".

## Kết quả
| Đảng                            | Đảng                               | Ghế |
| ------------------------------- | ---------------------------------- | --- |
|                                 | Phong trào Cách mạng Quốc gia      | 78  |
|                                 | Việt Nam Xã hội Đảng               | 4   |
|                                 | Việt Nam Dân chủ Xã hội Đảng       | 3   |
|                                 | Đảng Phục hưng                     | 2   |
|                                 | Đảng Dân chủ Tự do                 | 2   |
|                                 | Chính khách độc lập thân chính phủ | 32  |
|                                 | Chính khách đối lập độc lập        | 2   |
| Tổng cộng                       | Tổng cộng                          | 123 |
|                                 |                                    |     |
| Nguồn: Keesings Research Review |                                    |     |

## Hậu quả
Phan Quang Đán được coi là một người theo chủ nghĩa dân tộc chống cộng, một trong những nhân vật chính trị có năng lực nhất trong nước, và được bầu với tỷ lệ 6-1 so với ứng cử viên chính phủ của Diệm. Điều này xảy ra bất chấp 8.000 binh sĩ Lục quân Việt Nam Cộng hòa được chở từ ngoài khu vực bầu cử đến bỏ phiếu.
Bất chấp sự phản đối mạnh mẽ từ đại sứ quán Mỹ và Anh, Diệm vẫn kiên quyết rằng Đán sẽ không thể ngồi vào ghế của mình. Khi Quốc hội khai mạc, Đán đã phải đối mặt với cảnh sát và bị bắt giữ khi ông định rời phòng khám của mình để tới tham dự phiên họp. Đán bị buộc tội gian lận bầu cử với lý do được cho là đã cung cấp dịch vụ chăm sóc y tế miễn phí hòng lôi kéo cử tri ủng hộ mình. Ông cũng chỉ ra rằng nếu đúng như vậy thì ông sẽ tranh cử ở khu vực bầu cử nơi ông hành nghề, nhằm tối đa hóa số lượng bệnh nhân đến chỗ bỏ phiếu của mình.